# Juan E. García
Juan E. García es una localidad del estado mexicano de Durango. Es parte del municipio de Lerdo.

## Demografía
| Gráfica de evolución demográfica |
|                                  |

| Censo | Población |
| ----- | --------- |
| 1921  | 58        |
| 1930  | 29        |
| 1940  | 822       |
| 1950  | 1 168     |
| 1960  | 1 403     |
| 1970  | 1 726     |
| 1980  | 1 484     |
| 1990  | 1 846     |
| 2000  | 2 256     |
| 2010  | 2 457     |
| 2020  | 2 490     |